# Szoptatós dajka

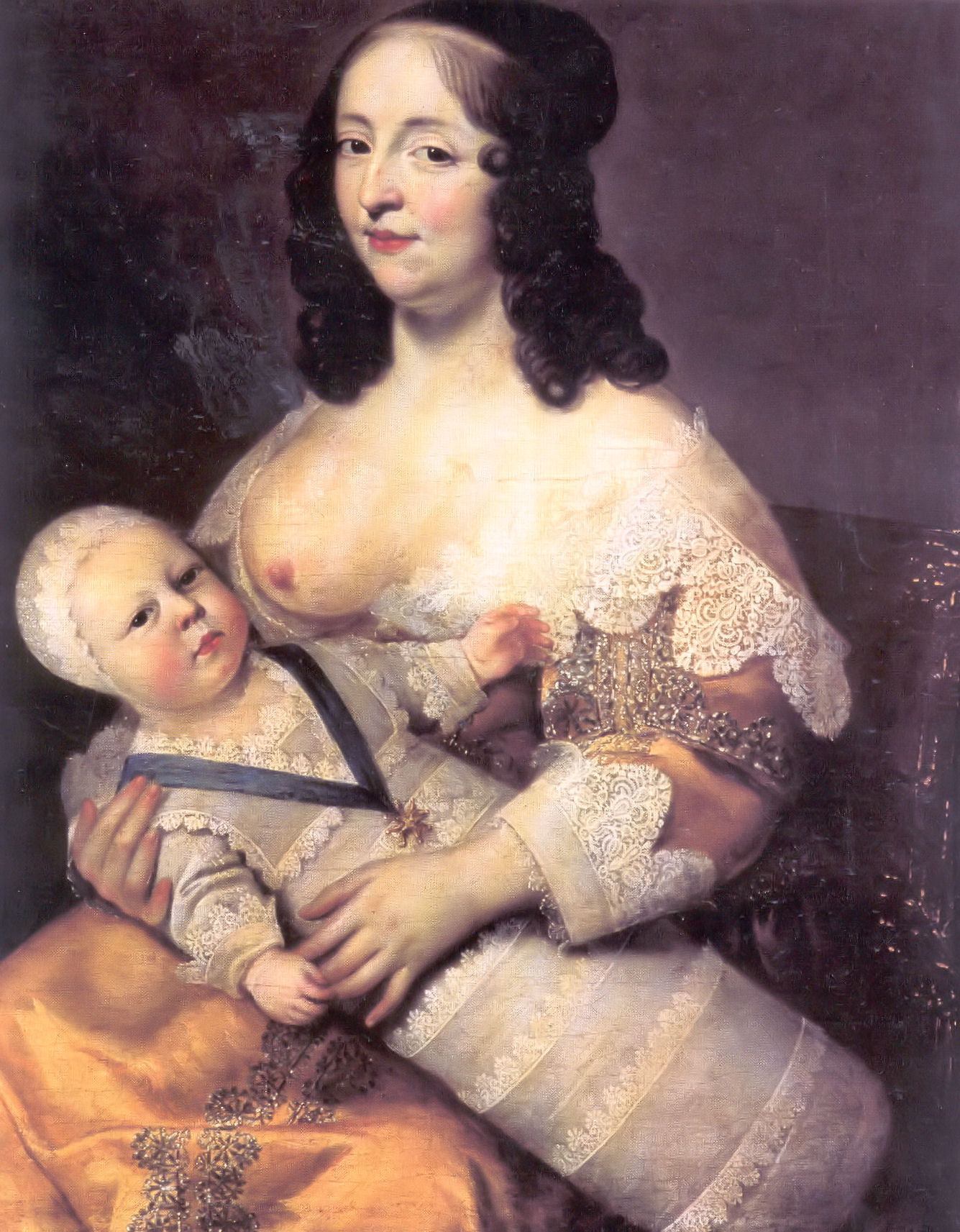
XIV. Lajos dajkájával Charles Beaubrun festményén

A szoptatós dajka (nedvesdada) olyan nő, akit gyakran ellenszolgáltatás fejében bíztak meg azzal a feladattal, hogy újszülöttet ápoljon, gondoskodva annak szoptatásáról is. A szárazdajka kifejezést inkább annak meghatározására használják, aki gondoskodik egy vagy több csecsemőről szoptatásuk nélkül. Az etológiára kiterjesztve minden nő(stény)t, aki nem saját utódait gondozza, táplálja, szintén „dajkának” nevezik.

## A dajka kiválasztása és feladatai
A 20. század elejéig a gazdagabb családokban az volt a szokás, hogy az újszülöttet egy másik, nemrégiben szült nőre bízzák, akit gyakran választottak a kiszolgáló személyzet, saját munkásaik, parasztjaik, vagy családtagjaik közül, hogy ő gondoskodjon a csecsemő szoptatásáról. A dajkának robusztusnak kellett lennie, hogy mind a saját, mind a rábízott csecsemőt meg tudja etetni, jó egészségi állapotban legyen, hogy ne terjesszen betegségeket.

## A dajka alkalmazásának okai
A gyermek gondozására és nagyon gyakran az anyatejjel történő táplálására vonatkozó döntést leginkább a vagyonos társadalmi osztályba tartozó nők hozták; azonban felmerülhet olyan konkrétabb igényekből is, mint például az anya halála, a szülésből eredő okok vagy tejhiány, vagy olyan betegségek miatt, amelyek megakadályozták az anyát az újszülött gondozásában.

## Relációs és affektív következmények
Gyakran erős érzelmi kötelékek jöttek létre a csecsemő, a szoptatós dajka és annak gyermekei, az ún. tejtestvérek között. Ez a kialakult szoros kapcsolat az idők során gyakran változatlanul megmaradt. A dajkák képzettségük és javadalmazásuk alapján több fokozattal a „szolgák” felett álltak, és gyakran a rájuk bízott gyermekek mellett maradtak később is. Így a 20. század első feléig a nemrégiben szült fiatal nők nemritkán otthon hagyták saját gyermekeiket, más nők gondozására bízva őket, hogy felajánlják tejüket a város urai gyermekeinek.
Például a görög kultúrában – még sírfeliratokon is – számos utalás található arra a szoros kapcsolatra, amely a dajka és „öregbabája” között létrejött. Az iszlám jogban (saría) a tejrokonság a vérrokonsággal megegyező öröklési jogot vindikál.[forrás?]

## Fejlődés
A gyakorlatban a dajkákra bízott szoptatás és csecsemőgondozás, az alárendelt osztályok emancipációjának és a mesterséges csecsemőtápszereknek köszönhetően fokozatosan megszűnt.

## Bibliográfia
- Sandra Cavallo, Strategie politiche e familiari intono al baliatico: il monopolio dei bambini abbandonati nel canavese tra sei e settecento, in Quaderni storici, Vol. 18, n. 53 (2), Il Mulino, 1983, 391-420. Numero su Sistemi di carità: Esposti e internati nelle società di regime antico (olaszul)
- Adriana Dadà, Lucia Sandri. Balie da latte: istituzioni assistenziali e privati in Toscana tra XVII e XX secolo (olasz nyelven). Morgana (2002). ISBN 9788885698970
- Elena De Marchi. Dai campi alle filande: famiglia, matrimonio e lavoro nella «pianura dell'Olona» (1750-1850) (olasz nyelven). Franco Angeli (2009). ISBN 9788856813524

## Fordítás
- Ez a szócikk részben vagy egészben  a   Balia című olasz Wikipédia-szócikk ezen változatának fordításán alapul.  Az eredeti cikk szerkesztőit annak laptörténete sorolja fel. Ez a jelzés csupán a megfogalmazás eredetét és a szerzői jogokat jelzi, nem szolgál a cikkben szereplő információk forrásmegjelöléseként.